# Erik Josephson
Erik Semmy Josephson, född 7 mars 1864 i Stockholm, död 17 november 1929 i Stockholm, var en svensk arkitekt. Han gjorde sig känd som industriarkitekt och specialist på bankbyggnader.

## Liv och verk
Erik Josephson avlade sin arkitektexamen vid  Tekniska högskolan i Stockholm 1885 och examen vid Kungliga Konsthögskolan 1888. 
Josephson var något av doldisen bland Stockholms arkitekter, föga känd och uppskattad. Han kategoriserades som "byggmästararkitekt" av sin samtid, trots att han blev en framträdande stilhistorisk (eklektiker) arkitekt. Efter studierna arbetade han vid Överintendentsämbetet som var något av Fastighetsverkets föregångare, och fortifikationsdepartementet. Genom sina statliga uppdragsgivare kom han att rita ett fyrtiotal kasernanläggningar för regementen runt om i landet mellan åren 1891−1922. Vid sidan om detta uppdrag hade han även en privat arkitektrörelse.
Han var en av det förra sekelskiftets "bankspecialister". Han ritade dock bara banker i Stockholm. Till hans mest betydande verk brukar räknas Skandinaviska Bankens palats vid Gustaf Adolfs Torg och  Handelsbankens huvudkontor, Kungsträdgårdsgatan 4, vid Kungsträdgården i Stockholm. 
Josephson arbetade även med industribyggnader och broar och räknas som specialist på kaserner samt kraftverk. Som sådan anlitades han av Stockholms vattenverk som arkitekt för Norsborgs vattenverk, Trekantsreservoaren och byggnaderna längs huvudvattenledningen Norsborg-Stockholm.
Erik Josephson var far till arkitekten Torsten Josephson.

## Verk (urval)

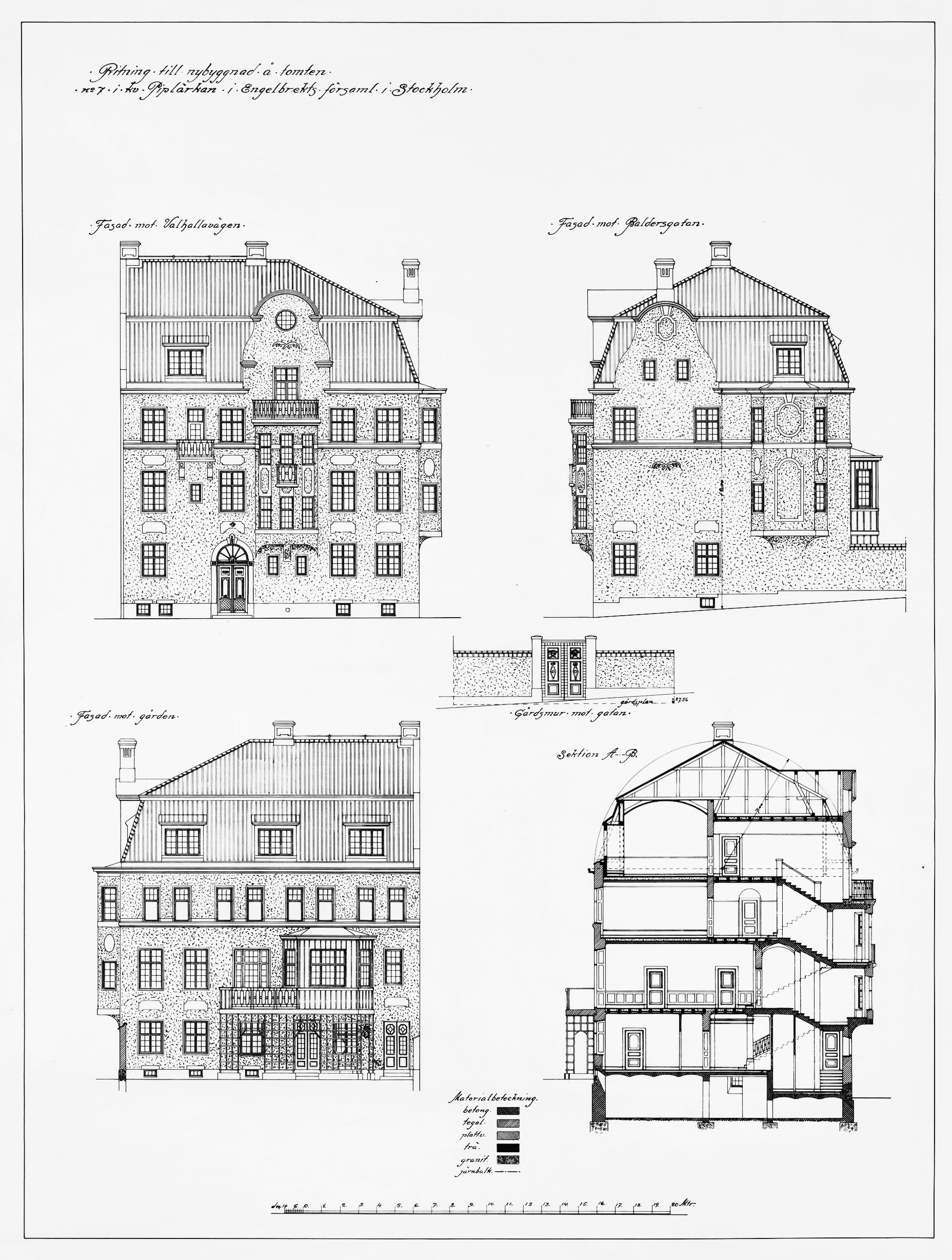
Piplärkan 7, den egna villan, fasader och sektion, 1911.

- Skandinaviska Kredit AB på Stora Nygatan 10-12 (fungerade fram till 2002 som postkontor )
- KM Lundbergs varuhus Stureplan  3
- Grand Hotel Saltsjöbaden
- Grand Restaurant, Saltsjöbaden
- Villa Josephson, Diplomatstaden, Stockholm
- Daneliuska huset, Stureplan 10
- Djurgårdsbron
- Borås vattentorn
- Olidan med flera tillhörande byggnader, Trollhättans första kraftverk.
- Älvkarleby kraftverk
- Näsby slott
- Strömkarlsbron i Trollhättan
- Trollhättans vattentorn
- Skandinaviska Bankens palats vid Gustav Adolfs torg, Stockholm
- Mälareprovinsernas Enskilda Bank, Skeppsbron 8, Stockholm (nu Angolas ambassad i Stockholm)
- Munkbron 17 (för Livförsäkringsbolaget De förenade)
- Sveriges Lantbruksmuseum (fd) numera restaurang, Universitetet, Frescati, Stockholm
- Norsborgs vattenverk, Botkyrka kommun.
- Nybohovs vattentorn
- Porjus kraftverk
- Kungsträdgårdsgatan 4
- Piplärkan 7, Lärkstaden, Stockholm
- Tofslärkan 13, Lärkstaden, Stockholm
- Kvibergs kaserner, Göteborg
- Hovförvaltningens hus
- Generalitetshuset, Stockholm
- Vildmannen 7, Stockholm
- Livgardets Kavallerikasern

### Bilder (verk i urval)

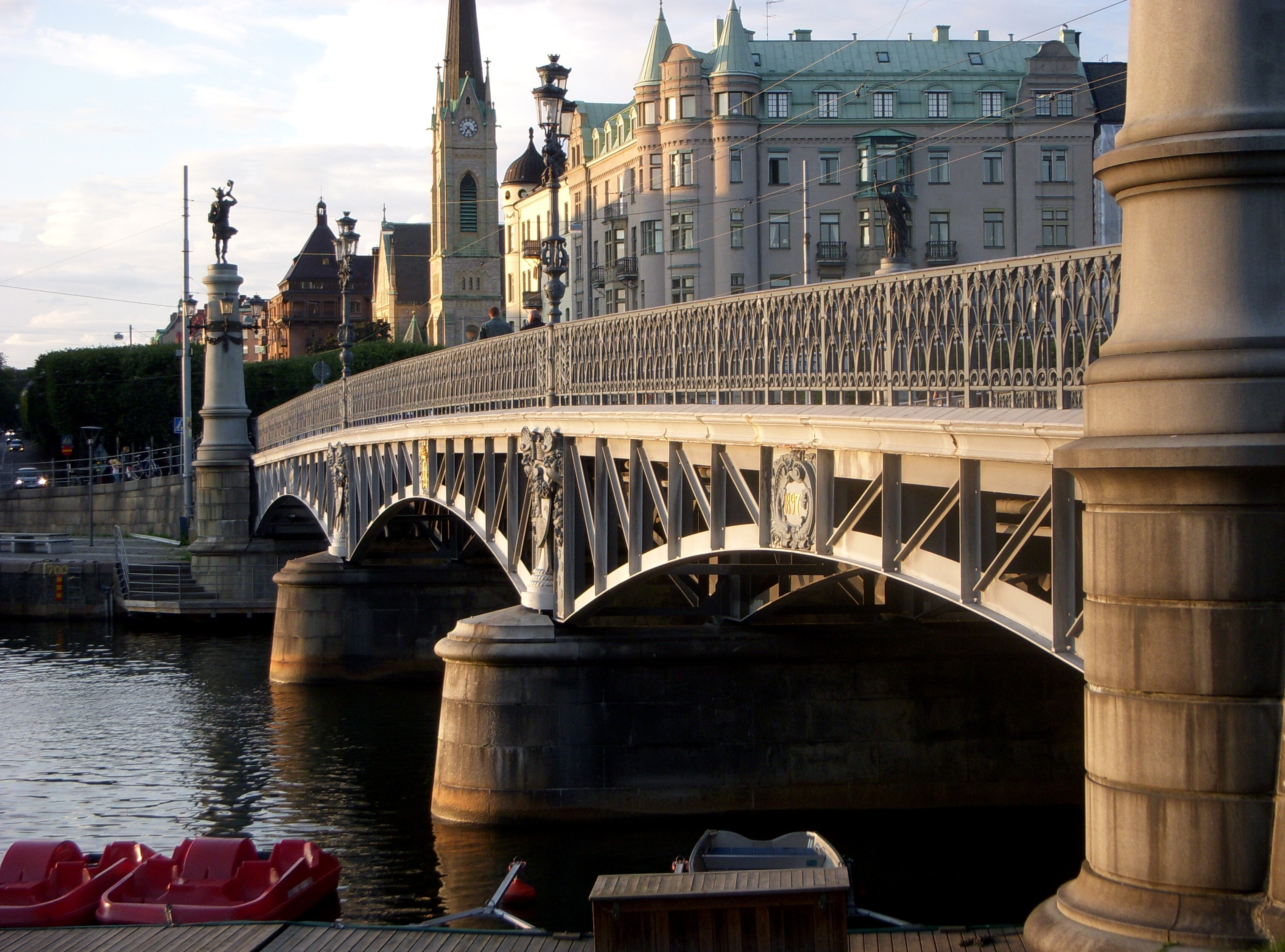
Djurgårdsbron i Stockholm.
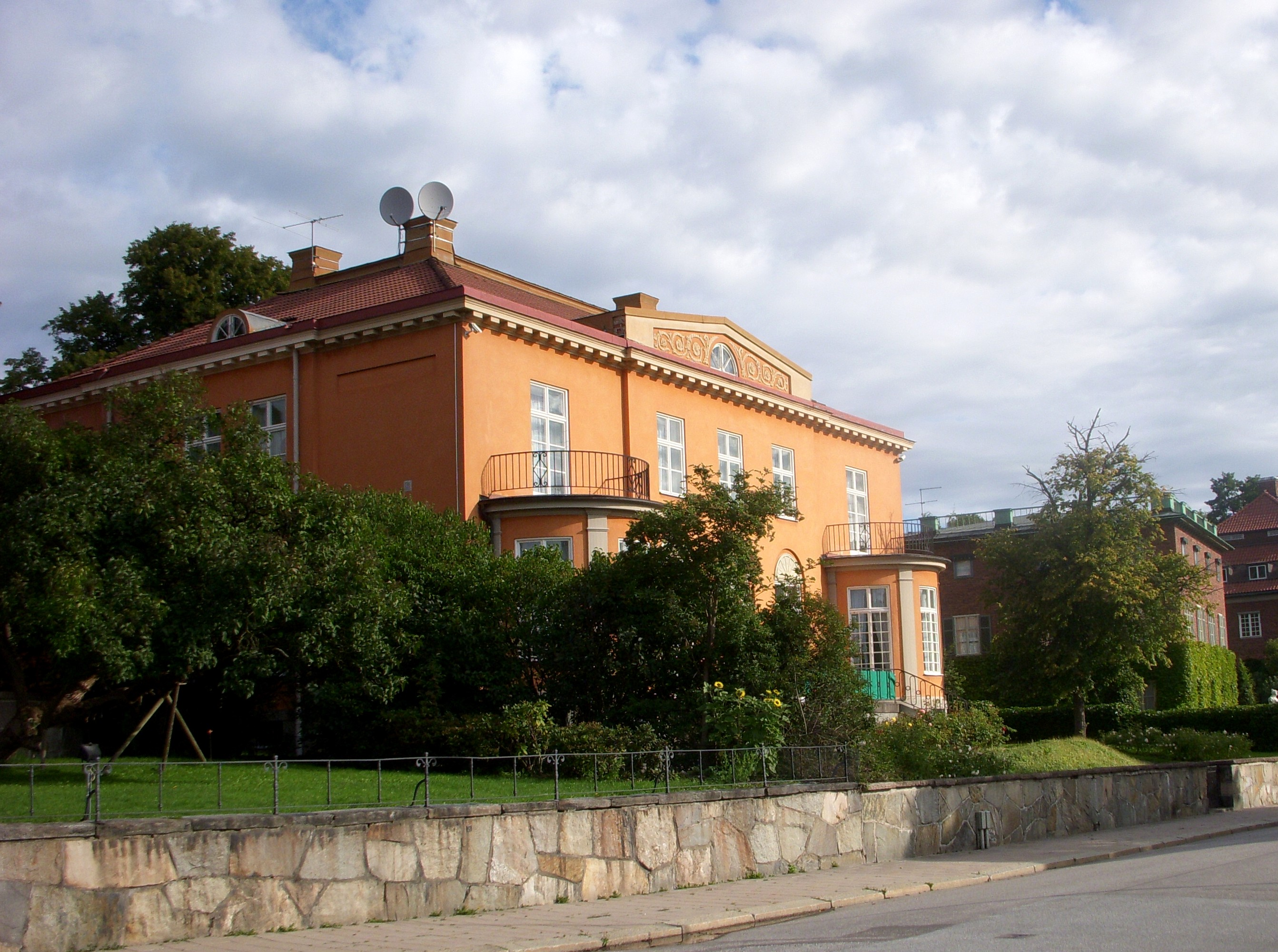
Villa Josephson i Diplomatstaden, Stockholm.
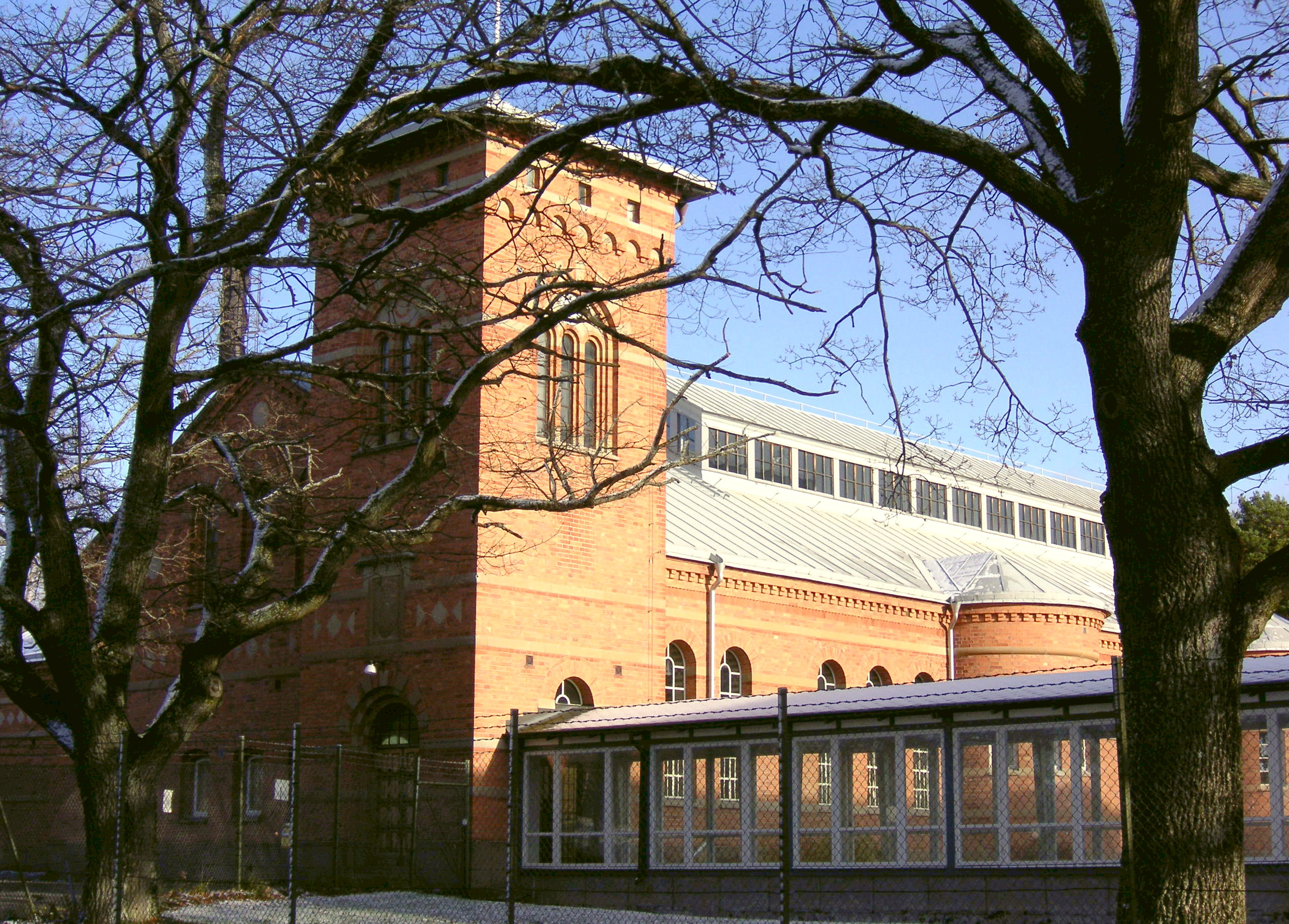
Norsborgs vattenverk.
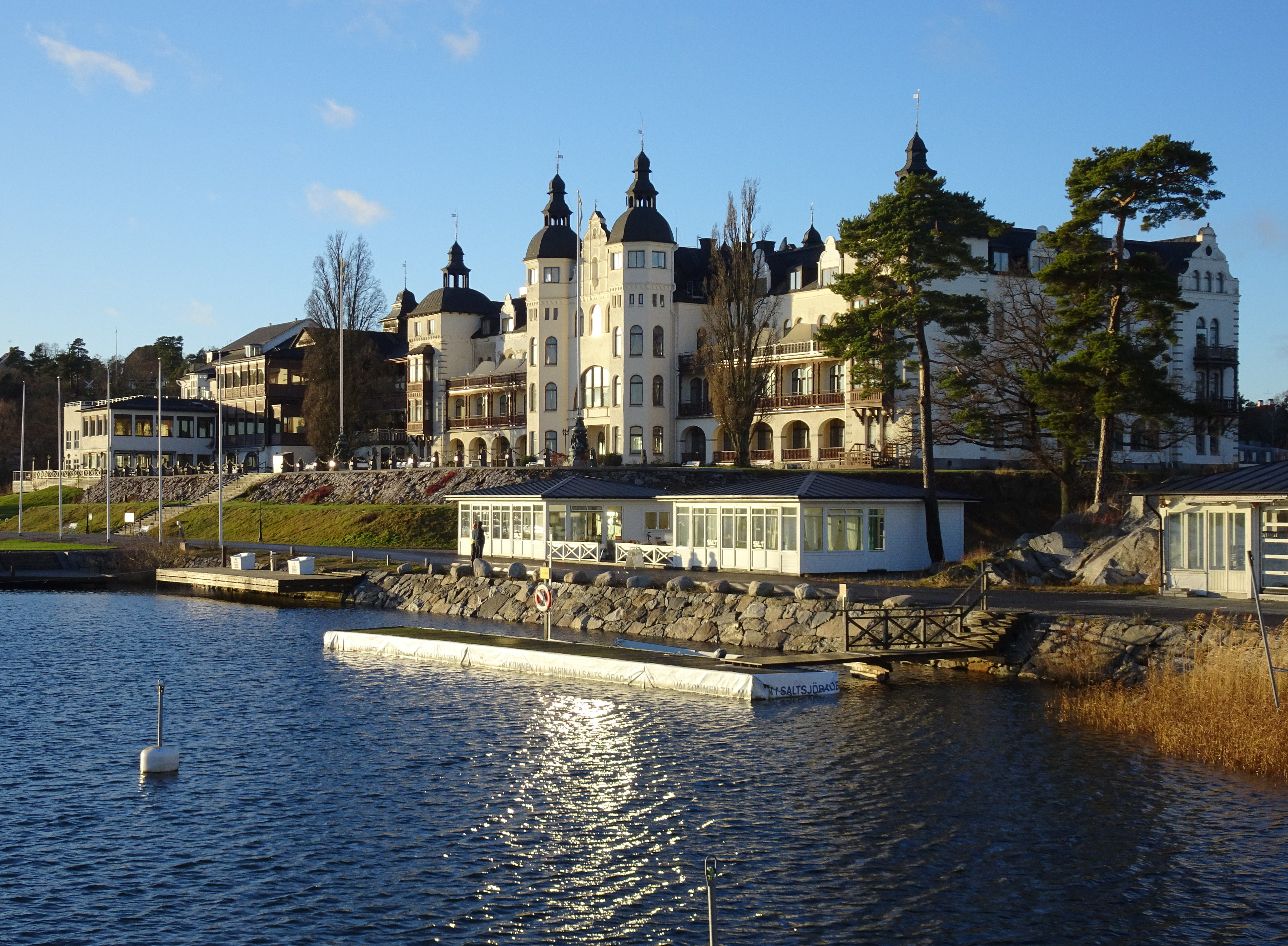
Grand Hotel Saltsjöbaden.
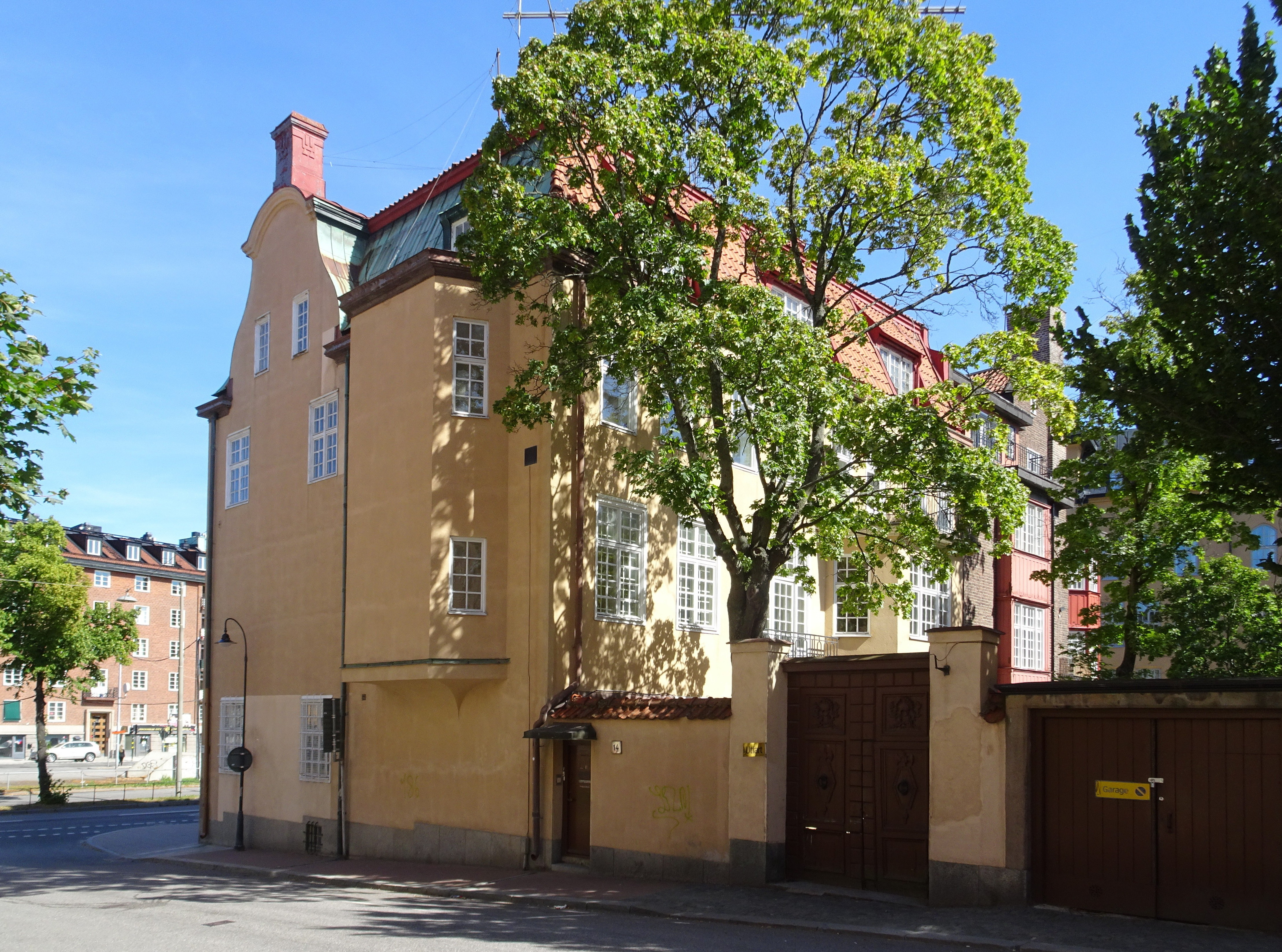
Piplärkan 7, Valhallavägen 70, den egna bostaden.